# Грабе-при-Лютомеру
Грабе-при-Лютомеру (словен. Grabe pri Ljutomeru) — поселення в общині Крижевці, Помурський регіон, Словенія. Висота над рівнем моря: 180,8 м.